# 孫中山紀念館 (香港)
孫中山紀念館（英語：Dr. Sun Yat-sen Museum）位於香港香港島中環衛城道7號，前身是何東胞弟何甘棠的住宅甘棠第（英語：Kom Tong Hall），於2010年11月12日（孫中山誕辰144週年）列為法定古蹟。紀念館是香港歷史博物館的分館，介紹中華民國國父孫中山先生的生平及他與香港的關係。紀念館於2006年12月12日（孫中山誕辰140周年後1個月）正式開幕。
2024年5月1日，本館為優化常設展廳的設計及展示內容，並進行維修和改善工程，即日起暫時關閉，預計於2025年第二季重開。

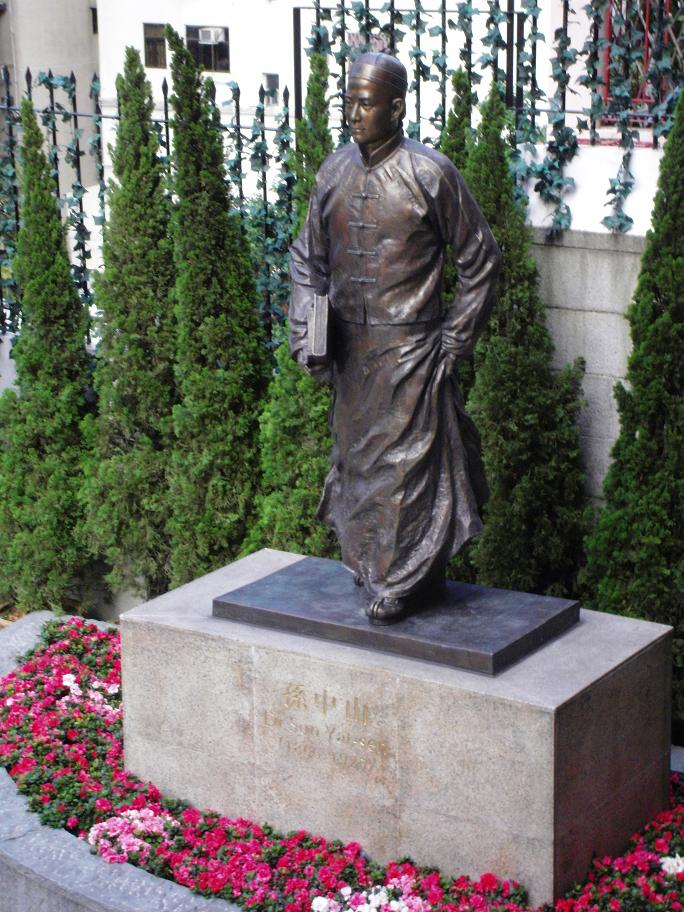
紀念館門外的孫中山銅像

## 建築歷史
甘棠第建於1914年，由香港富商何東之二弟何甘棠興建，何甘棠亦於1950年在此終老。1960年，甘棠第售予鄭氏家族，其後鄭氏又轉售予耶穌基督後期聖徒教會，作教會的聚會場所。1990年，甘棠第獲古物諮詢委員會列為二級歷史建築。2002年，教會曾計劃拆卸改建，結果引起中西區區議會及居民強烈反對，政府亦認同甘棠第的歷史價值，最終出手以5,300萬元收購，並預算動用9,100萬元進行修葺，作為孫中山紀念館。甘棠第在2010年獲列為香港法定古蹟。

## 建築特色

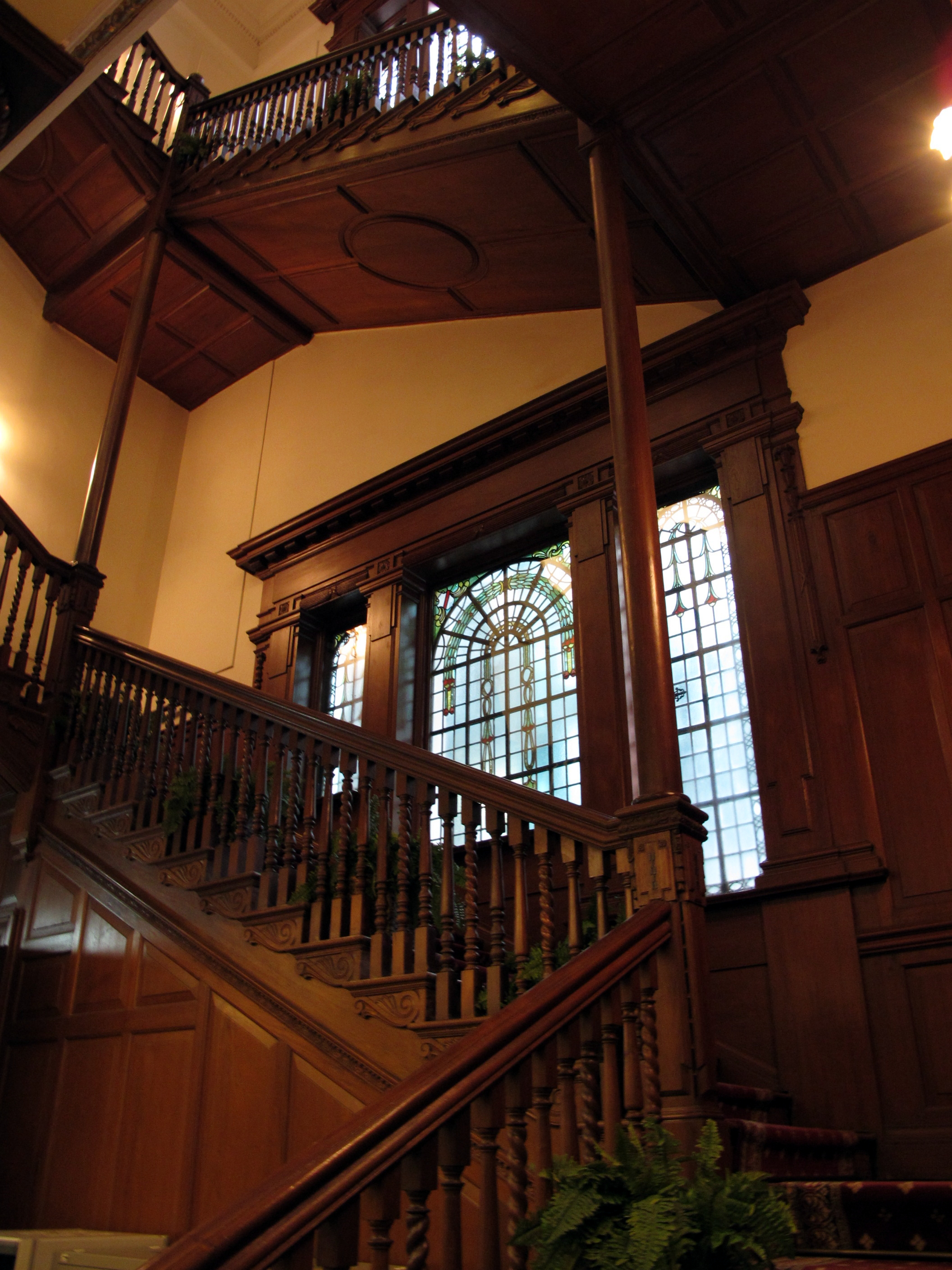
地庫至二樓之間以寬闊華麗的樓梯連接，梯上設有精緻的扶欄。樓梯旁亦裝設了色彩斑斕的玻璃窗

甘棠第樓高4層，屬愛德華時代的古典建築風格。一、二樓設有弧形露台，以古羅馬愛奧尼克式巨柱承托。外部色彩斑斕的玻璃窗、陽臺牆身的瓷磚，以及室內的柚木樓梯均保存良好。甘棠第是香港其中一座最早以鋼筋構建，並裝設供電線路鋪設的私人住宅，亦是香港現存少數的建於20世紀初建築物。
房間的天花均飾有以金箔點綴的灰塑鑲板，而主樓梯及其他當眼位置亦裝設了色彩斑斕的玻璃窗，並以當時流行的新藝術風格圖案作為裝飾。

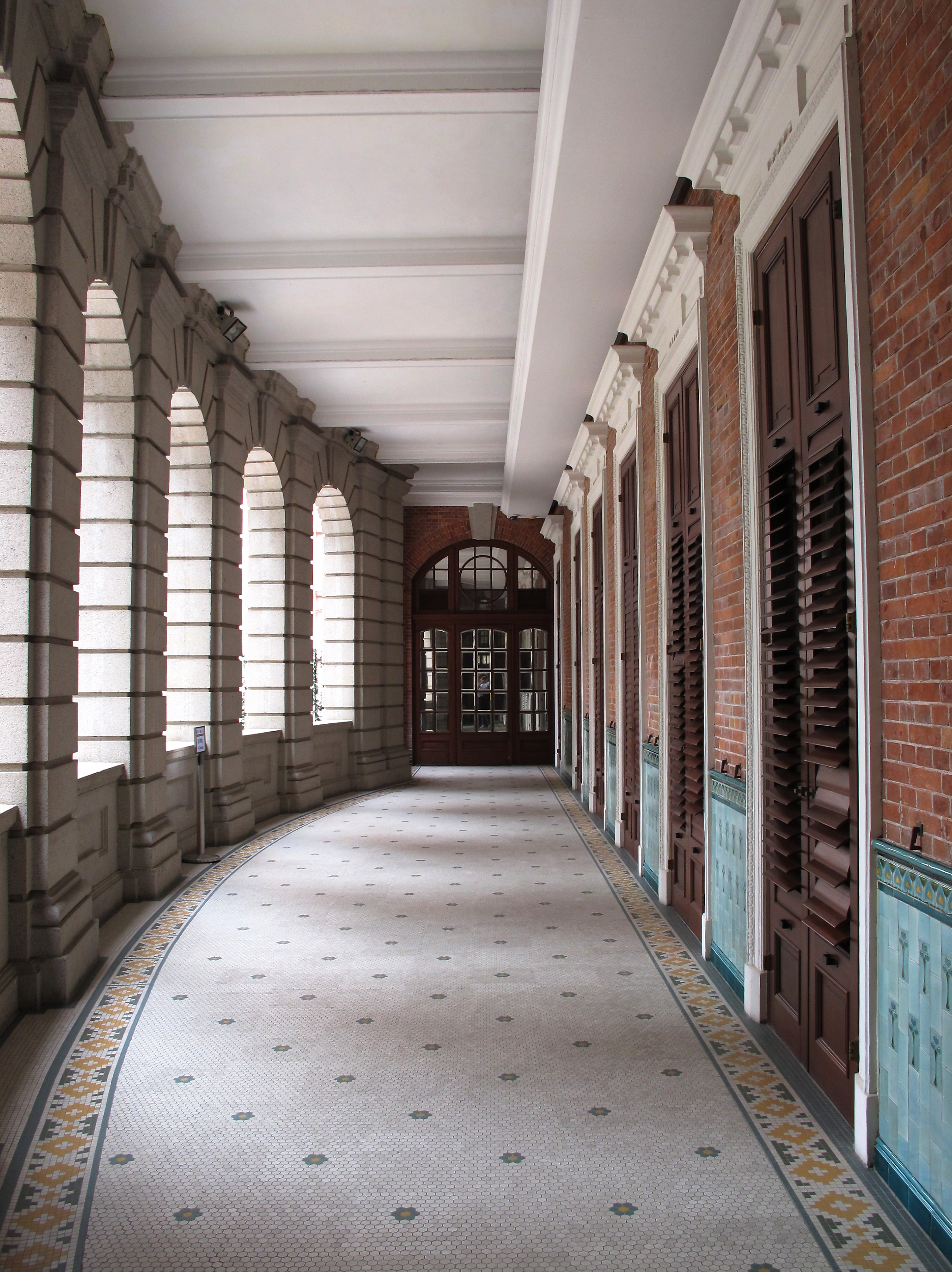
弧形露台
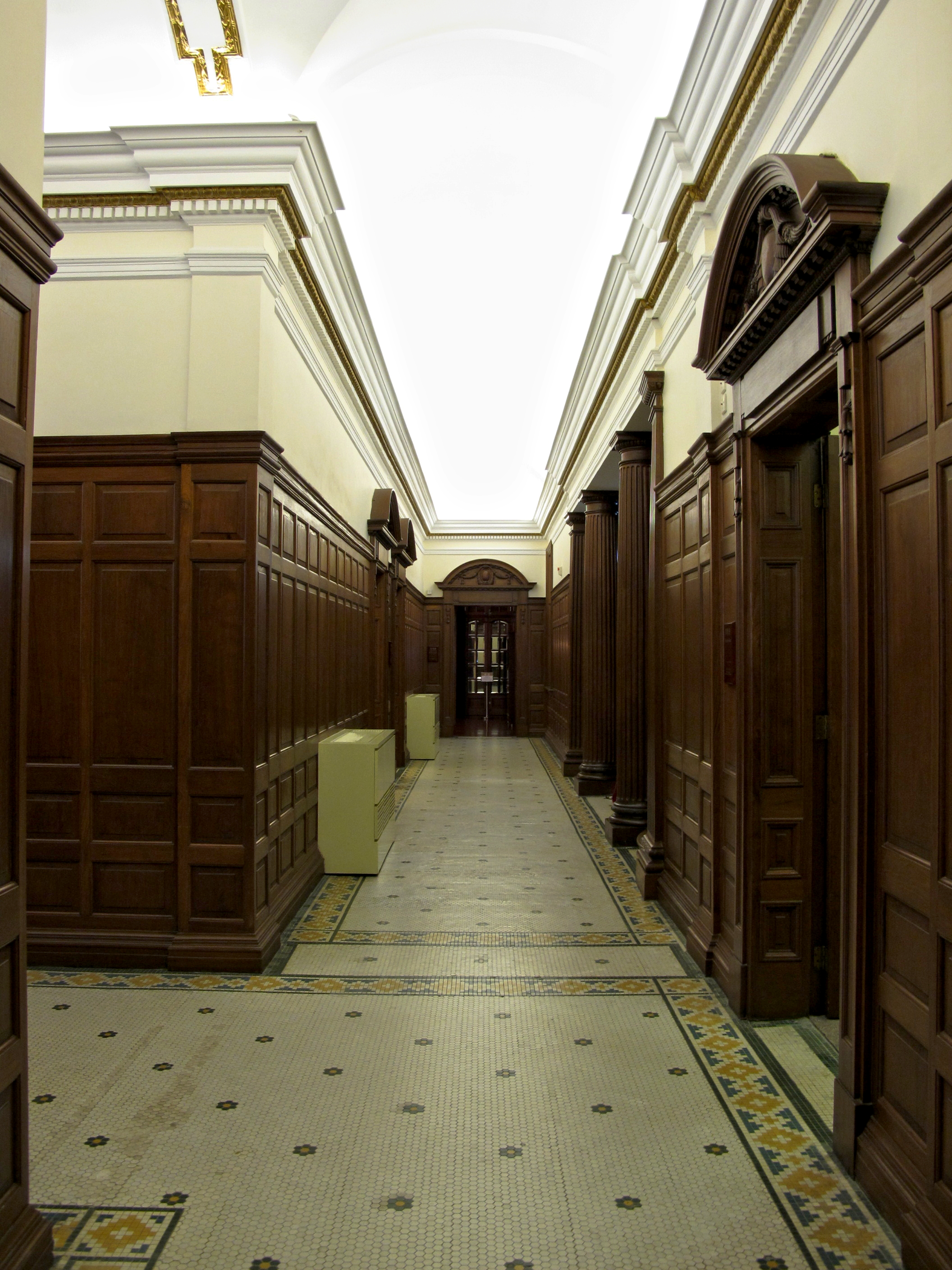
室內通道地台舖設馬賽克
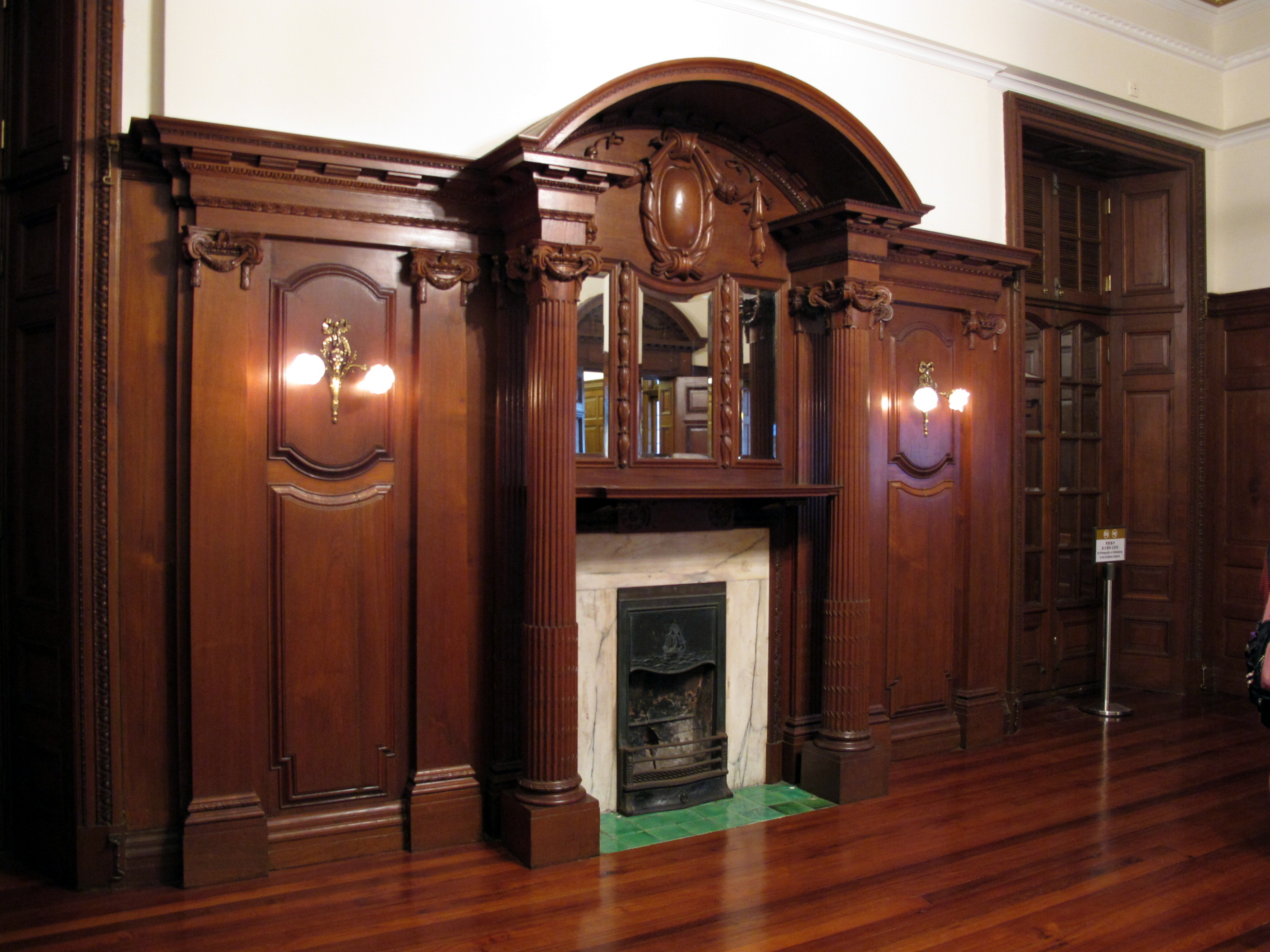
利用柚木作裝飾的壁爐

## 設施與展覽

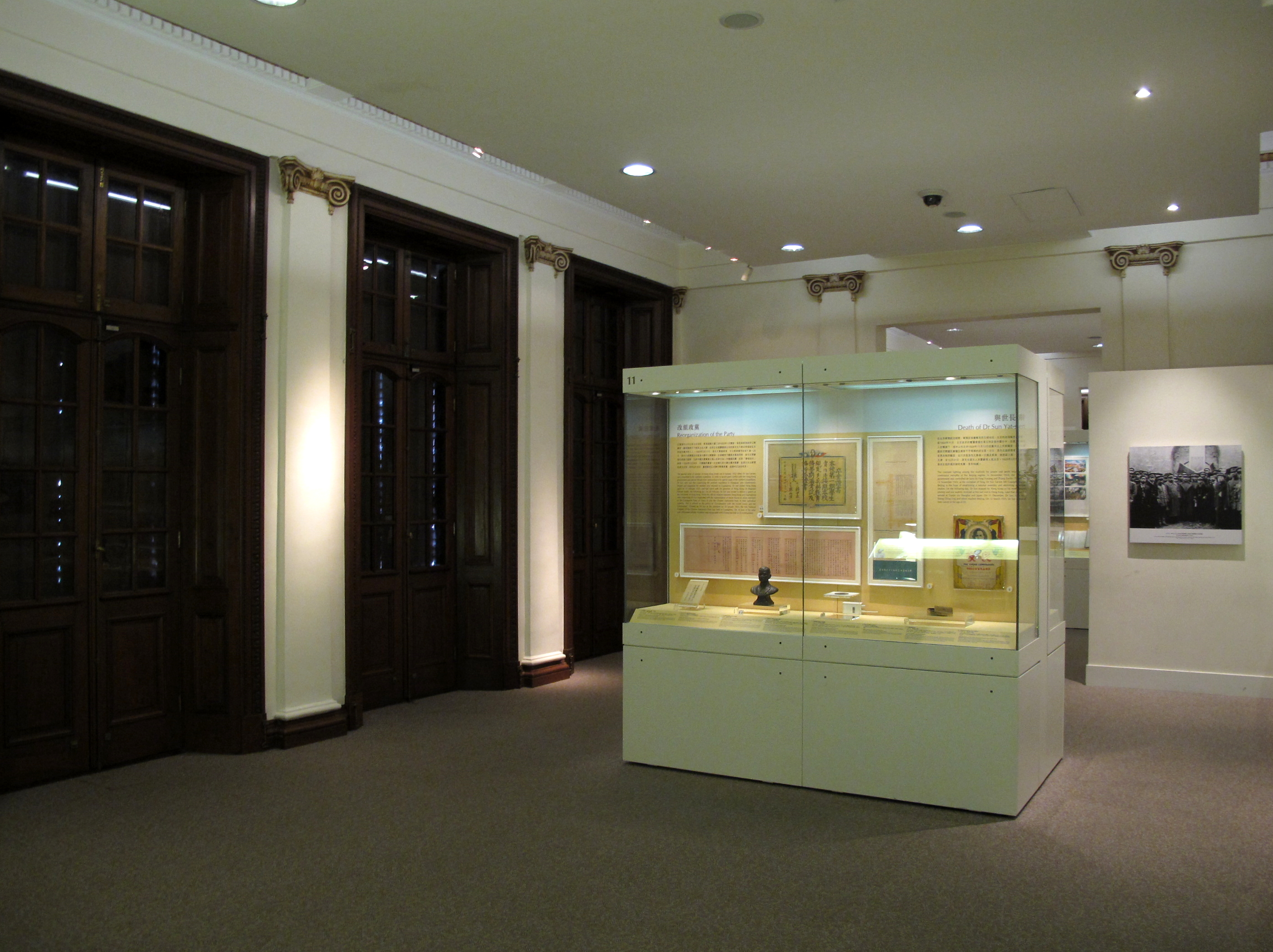
孫中山紀念館內的展覽廳

- 兩個常設展覽廳，主題分別為「孫中山與近代中國」及「孫中山時期的香港」
- 「甘棠第的歷史與修繕」展覽廳
- 專題展覽廳暨演講廳
- 閱覽室
- 兩個視像室
- 互動學習室：透過互動電腦遊戲形式介紹孫中山的事蹟及辛亥革命等的專題
- 活動室

## 展品
- 展館展出約150件藏品，7成是市民捐贈及館藏，其餘由英國倫敦（10件）及中國大陸的博物館（48件）借出，逾半屬一級國家文物，借出展品的展期由半年至兩年不等。中國國民黨黨史館亦有借出文物展出。
- 重點展品：

1. 孫中山在1886年至1887年在廣州習醫時使用的顯微鏡（中國國家博物館藏）
2. 孫中山於香港習醫的考試答題卷
3. 香港西醫書院畢業典禮的晚宴菜單
4. 1901年1月1日留日學生團體勵志會在東京舉行新年慶祝會首次公佈的「中華民國萬歲」印章
5. 孫中山於1909年向香港政府申請回港的親筆信
6. 孫中山為關景良擔任證婚人的結婚證書
7. 中華民國大總統孫文宣言書（1912年1月1日；廣州博物館藏）
8. 宣統皇帝溥儀退位詔書（1912年2月12日；中國國家博物館藏）
9. 孫中山贈予香港海員的「博愛」親筆題幅
10. 孫中山於1912年贈予黃興的對聯
11. 孫中山於1923年11月26日批示的大元帥令

## 開放時間
- 星期一至三及星期五：上午10:00至下午6:00
- 星期六、日及公眾假期：上午10:00至下午7:00
- 聖誕前夕及農曆新年除夕提前於下午5:00休館
- 星期四（公眾假期、11月12日孫中山先生誕辰及3月12日孫中山先生忌辰除外）、農曆新年年初一及初二休館

## 門票
進入孫中山紀念館的費用全部都是免費的。

## 購票安排

### 啟用初期
- 門票有效期為一星期，入場時間為上午10時、上午11時30分、下午1時、下午2時30分及下午4時。星期日和公眾假期加開下午5時30分。
- 市民若希望在免費入場的日子參觀，仍須透過城市電腦售票網領取免費門票，逢星期四派發，每人限取四張。

### 現時
- 孫中山紀念館的常設展覽，於2016年7月27日起免費開放予所有公眾人士參觀[4]。

## 參看
- 孫中山紀念館
- 中山紀念公園
- 中山公園與青山紅樓

## 外部連結
- 孫中山紀念館（页面存档备份，存于）
- 甘棠第的修復工作
- 丁新豹（2006）香港孫中山紀念館籌建秘辛，《紫荊雜誌》2006年11月號
- 韋基舜嘆政府錯配歷史
- 紀念館的夜間保安有紅外線防盜系統
- 香港地方 建設及建築物－歷史建築(一)中西區（页面存档备份，存于）
- 【遊中西區】走進甘棠第 欣賞孫中山紀念館︱kennechu.info （页面存档备份，存于）